# Червенопетниста костенурка
Червенопетниста костенурка (Chelonoidis carbonaria) е вид костенурка от род Chelonoidis, произхождащи от северните части на Южна Америка. Популярен домашен любимец. Те са средно-големи костенурки, около 30 cm средна дължина на възрастните екземпляри, достигащи понякога до 40 cm. Имат тъмна на цвят черупка със светли петна в центъра на всяка рогова люспа, и тъмни крайници с ярко оцветени люспи, вариращи от светло жълто до тъмно червено. Наблюдават се различия в окраските на червенопетнисти костенурки, произхождащи от различни региони. Тясно свързани са с жълтопетнистите костенурки (C. denticulata), обитаващи басейна на река Амазонка.
Естествените им местообитания варират от саваните до покрайните на джунглите край басейна на Амазонка. Всеядни са с меню, включващо широко разнообразие от плодове, треви, цветя, гъби, мърша и безгръбначни животни. При тях не се наблюдава брумация, но могат да прекарат сухото и горещо време в полусънно състояние на естивация.
Яйцата и малките на червенопетнистите костенурки представляват плячка за много хищници, но главната заплаха за възрастните са ягуарите и хората. Гъстотата на популациите варира от широко разпространени до много рядко срещани, което частично се дължи на унищожаването на местообитанията им, както и на извънреден улов за храна или търговия като домашни любимци.

## Географско разпространение
Червенопетнистите костенурки обитават територии от югоизточна Панама до Венецуела, Гвиана, Суринам, на север до Френска Гвиана, надолу покрай Андите до западна Колумбия, Еквадор, Перу, южна Боливия, на изток от Бразилия, Парагвай и вероятно северна Аржентина. На тази територия не са равномерно разпръснати, например не са често срещани в централна Бразилия или в гъстите гористи местности като цяло, а в Перу не са документирани от 1985 година. Точното географско разпространение на вида трудно може да се определи поради мащабите му, поради политически и географски бариери, както и заради грешки в идентификацията.pp. 38-47

## Местообитания
Предпочитаният от тях хабитат варира в зависимост от региона, но като цяло включва устойчиви температури около 30 °C, които рядко падат под 20 °C или скачат над 35 °C, висока влажност на въздуха и редовни валежи. За по-голямата част от местообитанието на вида е характерен по-хладният влажен сезон от април до август и по-горещият сух сезон от септември до март, но само в отделни части на юг има епизодични застудявания. Червенопетнистите костенурки често са забелязвани във или близо до преходни области между гори и савана, например в горски сечища, покрайнини на гори или покрай водни канали.pp. 7-9

## Физическо описание
Червенопетнистите костенурки проявяват полово-определени, регионални и индивидуални вариации в окраската, във формата на черупката, както и в някои второстепенни анатомични характеристики. Възрастните екземпляри имат обикновено продълговати, овални черупки с почти успоредни страни, макар че при мъжките може да са леко вдлъбнати навътре.
Гръбначните и ребрените рогови люспи, формиращи черупката, са черни или тъмно кафяви със светло жълта ареола в центъра. Люспите, разположени по края на черупката, се подпъхват навътре и са леко надиплени над крайниците. Също са тъмни със светла ареола в центъра. Покрай врата липсва рогова люспа, а люспите покрай опашките са свързани. При повечето индивиди ясно си личат пръстените на растежа на роговите люспи, които с възрастта се износват и заглаждат.
Коремният щит е голям и дебел по краищата. Предната двойка люспи на коремния щит не се протрива много в сравнение с предната част на черупката.
Главата е относително малка с четвъртит профил и плоска на темето, по-скоро издължена, отколкото широка. Очите са големи с черни ириси, като рядко се виждат склерите около тях. Горната челюст е леко извита и нащърбена в средата. На всяка челюст костенурката има по 15 - 20 „зъба“. Почти кръглото средно ухо на костенурката се намира в иззад окото, покрито е с тъмна люспа. Люспите на главата са като цяло по-малки и с неправилни форми. Много от люспите са оцветени в бледожълто до тухлено червено, особено тези на горната част на главата, над ушите, около ноздрите, по долната челюст и от двете страни на врата. Мъжките имат малко по-ярка окраска от женските, но като цяло окраската варира в зависимост от региона на местообитание.
Крайниците са като цяло с цилиндрична форма, с по четири нокътя на предните лапи и пет на задните. Предните крайници са леко сплескани и предната им повърхност е покрита с големи люспи, обичайно в същия цвят като главата. Опашката е мускулеста, варира по дължина и форма и зависи от пола на костенурката.pp. 207-210
Средните размери на възрастните варират в зависимост от местообитанието и пола, като често се срещат „гиганти“. Червенопетнистите костенурки достигат средна дължина 30 –35 cm, като мъжките са малко по-едри от женските. Нерядко се срещат екземпляри с дължина до 45 cm, а понякога се наблюдават и такива от по над 50 cm. Най-големият известен екземпляр е от Парагвай с дължина 60 cm и тегло над 28 kg. Не е известно дали големите размери се дължат на добро хранене, генетични проблеми, дълголетие или други фактори.pp. 88-91
Новоизлюпените и младите червенопетнисти костенурки имат много по-окръглени и плости черупки, които започнат най-често като светложълти до кафяви. При растеж към светлия център на люспите им се добавят тъмни пръстени на растежа. Люспите в края на черупката при най-младите екземпляри са разделени в началото, особено тези над задните крайници. Младите костенурки като цяло са по-разноцветни.pp. 70

### Полов диморфизъм
Мъжките са малко по-големи и като цяло с по-ярка окраска. Черупката на мъжките от северните райони на Амазонския басейн са сплеснати от двете страни. Коремният щит е дълбоко изрязан, което подпомага позиционирането по време на копулация. Опашките на мъжките са дълги и мускулести, докато на женските са къси и конусообразни.

## Поведение
В северните местообитания на червенопетнистите костенурки климатът варира слабо и рядко става твърде горещ за тях. Затова видът не се отдава на летаргия и може да търси храна целодневно. В по-топлите части на ареала си видът е по-активен в сутрешните и вечерните часове. Костенурките в южните части на местообитанието си живеят в много по-сухи условия и в по-широк температурен диапазон, и затова при тях се наблюдава естивация или брумация когато храната намалее или температурите паднат твърде много.pp. 35
Червенопетнистите костенурки като цяло прекарват повече от половината часове от светлата част на денонощието в покой. След обилно хранене може дори да се отдадат и на по-дълга почивка, достигаща до 5-10 дни. Известен е случай на един голям екземпляр, престоял в едно и също положение в продължение на повече от месец.
Търсят покой на места, които предлагат добра терморегулация и защита от хищници. Предпочитани места са паднали дървета, кухи пънове, хралупи на броненосци и агути, и гъсти растителни покривки. Обикновено търсят плътно покриващи ги места за покой и така понякога се заклещват между корените на дърветата.
Червенопетнистите костенурки показват признаци на полусоциално поведение, като не маркират територия, съвместяват (понякога в глеми групи) местата за почивка и хранене, не проявяват агресия на местата за хранене. Този вид костенурки често се следват взаимно, като обикновено малките следват големите и мъжките следват други мъжки. Костенурките оставят след себе си следи от миризма и са наблюдавани случаи, в които една костенурка следва следата на друга, оставена 1-2 дни по-рано.p. 66

### Обект на хиищничество
Различни хищници представляват сериозен риск за новоизлюпените и младите костенурки. Техни естествени врагове са гущерите от рода Tupinambis, змиите, крокодилите, по-големите костенурки, грабливи и други птици, бозайници като енотите от вида Nasua nasua, плъхове, мангусти, котки, опосуми, лисици, диви кучета и диви свине.pp. 278
Освен човека, основен враг на костенурките от този вид са ягуарите (Panthera onca). В някои части на своите местообитания, червенопетнистите и жълтопетнистите костенурки са основен източник на храна за ягуарите, например в Националния парк Ману в Перу. Ягуарите хапят черупката на костенурката и се опитват да я спукат или отделят от меката тъкан на тялото. Откривани са много оцелели от подобни нападения костенурки със следи от зъби по черупките.pp. 49

### Хранене
Червенопетнистите костенурки се хранят с голямо (включително сезонно) разнообразие от растения и други животни, за което свидетелстват резултетите от изследванията на фекална маса.pp. 48 Значителна част от диетата им съставляват пловодете и семената – смокини, плодове на кактуси, акации, филодендрон, бромелиеви, и други тропически растения. Изяждат плода, а семките прокарват през храносмилателната си система и изхвърлят, с което допринасят значително за разпространението на семената на тези растения. Червенопетнистите костенурки често са наблюдавани да стоят под плодни дървета, вероятно в очакване отгоре да падне плод.pp. 156
Диетата им включва треви, листа, цветя, корени, както и гъби, живи безгръбначни (мравки, термити, бръмбари, пеперуди, охлюви и червеи) мърша и фекална маса (особено от лисици). Понякога изяждат живи змии и гризачи. В изпражненията им често са откривани речни камъчета и пясък. Костенурките търсят храни богати на калций, дори и когато разполагат с изобилна друга храна, и дори ядат богата на минерали почва, ако не могат да си набавят по друг начин калций за диетата.pp. 152-155

### Придвижване
Червенопетнистите костенурки се прехранват от територии, вариращи от 0,63 до 117,5 хектара, като обичайно извършват маршрути с форма на паяжина в близост до добро скривалище или място с опадали от дървото плодове. Придвижват се равномерно със скорост около 5-20 метра/час, но са способни да развият и скорост от 100 метра/час. Докато търсят храна, се придвижват зигзагообразно или в кръг, но понякога изминават пътя си по доста права линия и с относително висока скорост. Особено предпочитание проявяват към това да се придвижват под прикритието на средна до гъста растителност.pp. 123

## Размножаване
Яйцата на червенопетнистите костенурки са почти сферични и средно достигат 5 на 4,2 cm и тегло около 50 g. В едно люпило има от 2 до 7 яйца, понякога женските снасят по няколко люпила едно след друго в непосредствена близост. Инкубационният период варира от 105 до 202 дни, като типично е 150 дни.pp. 218
Новоизлюпените пробиват черупката на яйцето със зъби, и в продължение на няколко дни остават в него или в гнездото, където са снесени. В яйцето черупката на малката костенурка е сгъната почти на половина и минава известно време преди да заеме форма. Младите костенурки растат бързо докато достигнат размери от 20 - 25 cm, когато са готови за размножаване.
В началото на влажния сезон през април-май е пикът на размножителния период при този вид, въпреки че те могат да се чифтосват по всяко време. Със звуци и вероятно оставени миризми се привличат едни други към подходящи за чифтосване места под плодни дървета.pp. 55-56 Когато наближат на разстояние около 1 метър, те извършват специфични ритуали по разпознаване. Първият сигнал е цветът на главата и крайниците и по-точно петната в ярко червено, оранжево, жълто или бяло на фона на черната кожа. Ако и двете костенурки са мъжки, или се оттеглят, или може да се опитат да се сблъскат, при което победената костенурка понякога бива обърната с черупката надолу. Ако се срещнат мъжка и женска костенурка, мъжката ще последва женската, докосвайки черупката ѝ и душейки клоаката.
Женската започва да гнезди около 5-6 седмици след чифтосването. Снася всяко яйце за около 30-120 секунди. Накрая утъпква почвата около яйцата. Червенопетнистите костенурки могат да се възпроизвеждат през целия си живот, но в млада възраст, когато женските са неопитни в правенето на гнезда процентът успешно излюпени малки е нисък и се увеличава с навлизането в по-зряла възраст. Тъй като е сложно да се определи възрастта на дива костенурка, има доста малко данни за продилжителността на живота им в природата, макар че в плен могат да живеят тридесет и повече години.

## Природозащитен статут
Червенопетнистата костенурка е смятана за уязвим вид и е вписана в Приложение II на CITES Appendix II, с което се ограничава международното им търгуване. Помощ за съхраняване на вида оказват консервационни паркове, ферми за отглеждане при естествени условия и увеличено отглеждане в плен, но екземпляри от вида продължават да бъдат търгувани в големи количества като домашни любимци и за храна.pp. 298 Особено рискови за популациите в Аржентина и Колумбия, където са по-застрашени от жълтопетнистите костенурки и тези от вида Chelonoidis petersi.
Широко се използват за храна в териториите на местообитанието им. Католическата църква разрешава по време на пости да се яде месото им. В тези моменти паят от костенурка (pastel de morrocoy), сервиран направо в черупката, се смята за деликатес.
Друга сериозна заплаха пред червенопетнистата костенурка е унищожаването на местообитанията ѝ. Обект на лов са и заради черупките, продавани като сувенири.pp. 272-278